# Calliope River
Der Calliope River ist ein australischer Fluss in Zentral-Queensland.
Er entspringt in der Calliope Range westlich der Industrie- und Hafenstadt Gladstone, fließt nördlich vorbei an dem Ort Calliope und mündet im Norden von Gladstone in den Pazifischen Ozean. Seine Länge beträgt 98 Kilometer, das Einzugsgebiet etwa 2.241 Quadratkilometer.
Der wichtigste Erwerbszweig im Flussgebiet ist die Viehzucht.